# 血污：夜之仪式
《血污：夜之仪式》（官方译为）是一款由ArtPlay开发並由505 Games发行的动作角色扮演游戏，于2019年6月18日在Microsoft Windows、Xbox One和PlayStation 4平台发售，同年6月25日在任天堂Switch平台发售。本作是由前恶魔城系列制作人五十岚孝司发起的Kickstarter众筹项目，因此也被认为是《恶魔城》的精神续作。游戏最初的众筹金额目标是50万美元，但在结束时已达到550万美元，是当时Kickstarter上众筹金额最高的游戏项目，直到后来被《莎木3》超过。
《血污：夜之仪式》在2015年5月公布、同月发起众筹并成功，之后宣布游戏会在2017年发售，但之后又宣布延期至2018年。游戏将登陆Microsoft Windows，OS X，Linux，任天堂Switch，PlayStation 4和Xbox One等几乎所有主流游戏平台，游戏在众筹时曾提及的Wii U版本在2017年3月时宣布取消开发并更改为任天堂的新主机：任天堂Switch；而在2018年8月时制作组宣布游戏发售将延期至2019年，并取消PlayStation Vita版本。2020年10月，网易与Artplay宣布将把游戏移植到iOS和Android移动平台，计划于2020年12月4日发售。
衍生作品《血咒之城：月之詛咒》屬於外傳性質，是當初Kickstarter的眾籌項目之一，於2018年5月推出。該作由Inti Creates負責製作，改採8位元復古畫風，2D橫向卷軸動作類型玩法。

## 劇情大綱
故事背景設定在18世紀的英國，《血污：夜之仪式》的主角是一個被煉金術士詛咒，皮膚正逐漸變成水晶的孤兒——米莉安（Miriam），為了解除詛咒，她必須深入探索一個充滿惡魔的城堡以找到同樣遭受該詛咒的召喚師吉貝爾（Gebel）。

## 角色
（Miriam，聲：小清水亞美（日）/埃莉卡·林貝克（英））
身體里被煉金術師們埋入可和惡魔體內魔晶碎片（シャード）同調之結晶的少女，18歲。
本作的女主角，因為秘術的影響而沈睡了長達10年的時間，由於結晶之力而陷入昏睡狀態，躲過了成為地獄召喚的活祭儀式，
10年後終於甦醒，且還保留著過去的記憶；為了阻止吉貝爾，憑藉著自身的戰鬥經驗和從惡魔身上得到的魔晶碎片，孤身一人與惡魔們戰鬥。
可以使用小刀、劍、大劍和武士刀等11種的武器，而且還能使用各式各樣的魔晶碎片，在對付小兵時堪稱無雙強者的全能型角色。比其他角色靈活，跳躍力也較高，還可以用滑行在狹窄之處移動。
吉貝爾（Gebel，聲：白川周作（日）/瑞伊·蔡斯（英））
原煉金術師，30歲；地獄召喚的活祭儀式的唯一生還者，因為結晶的侵蝕，身體有一半都結晶化了。
與被煉金術師變成魔晶役者（シャードリンカー）米莉雅姆一樣，同樣在身體裡被埋進魔晶碎片。
為了替犧牲者報仇，將煉金術工會徹底毀滅；召喚出從地獄來城堡，並將其作為自己在這個世界的住所。
憎恨人類於是偷走召喚之書羅格艾斯之書（ロガエスの書）召喚出惡魔。並可以利用惡魔可以在空中自由自在移動的特殊角色。
斬月（Zangetsu，聲：安元洋貴（日）/大衛·海特（英））
東洋的武士，是個憎恨惡魔和煉金術師的退魔士
對惡魔有著強烈的復仇心，並認為只要這些惡魔存在，世界就永無寧日。
同樣視魔晶役者的米莉雅姆為敵人，但是在列車和米莉雅姆一同戰鬥後，變得稍微改觀。
主要使用劍術作戰的角色。擁有全角色中最高的HP和基礎攻擊力，劍術攻擊也很容易上手，是個萬能型角色。
阿爾弗雷德（Alfred，聲：楠大典（日）/克里斯多福·斯溫德勒（Christopher Swindle，英））
有名的大煉金術師，不斷在尋找羅格艾斯之書的煉金術師，擅長以輔助武器煉金術發動攻擊的特殊攻擊手。可以使用四種不同的煉金術，特別是雷擊術渦旋光雷，擁有可以瞬殺所有頭目的極高火力。
約翰内斯（Johannes，聲：興津和幸（日）/本·迪斯金（英））
30歲，原本是煉金術工會的煉金術師，吉貝爾的摯友。
是當年唯一反對地獄召喚儀式的錬金術師，因此並沒有參與儀式過程。
對自己的同袍犯的過錯十分懺悔，懷著想要阻止吉貝爾的心情，持續不斷的進行研究。
構築了怎麼讓城堡回去地獄的煉金式，抑制米莉雅姆的結晶的侵蝕也是他的術式。
多米尼克（Dominique，聲：水橋香織（日）/弗蕾達·沃爾夫（Fryda Wolff，英））
教會機構派遣來支援米莉雅姆的驅魔師，過去曾經擔任許多要職，有著包含錬金術的許多知識。
和斬月保持著密切的合作關係，多明妮克派遣斬月去收集情報，再把情報轉交給米莉雅姆。
无血（Bloodless，聲： 後藤沙緒里（日）/雷娜·斯特罗伯（Rena Strober，英））
使用红伞作为武器的吸血鬼。在魔力值较多时，她说话的口气比较柔弱；在魔力值较少时，则变得比较强势。
欧若拉（Aurora）
迷路来到未知世界的奥地利小公主，使用剑作为武器。在击败特定敌人之后，欧若拉会成长，获得更多的能力，並到达之前去不了的区域。另外約翰内斯可以帮助她强化能力。
安（Ann，聲：鬼頭明里（日）/雷娜·斯特罗伯（Rena Strober，英））
阿萬特村的倖存少女。
格莫瑞（Gremory，聲： 後藤沙緒里（日）/凱莉．華格倫（Kari Wahlgren，英））
與吉貝爾共同行動的上級女性惡魔，斬月追擊的對象。但因有意避著斬月無法相遇，因此由米莉安代為討伐。
O.D（Orlok Dracule，聲： 置鮎龍太郎（日）/羅伯特．貝爾格萊德（Robert Belgrade，英））
出現於城堡圖書室的吸血鬼，願意在限度內租借可加強基礎能力數值的魔法書給米莉安。

## 遊戲玩法
《血污：夜之仪式》類似恶魔城系列的《月下夜想曲》一般的银河恶魔城類的動作解謎遊戲；通過打敗敵人，米莉亚姆便可以使用她身上水晶的力量，以及用其來製作新的武器或盔甲等物品。遊戲會以2.5D的風格呈現，即以3D圖形呈現遊戲，但角色會以2D形式移動。遊戲的製作人五十嵐孝司表示選擇2.5D是為了遵循其以前的《惡魔城》遊戲的風格。為拯救人類與自己，主角必須戰鬥並在穿越惡魔城堡的同時收集、製作和解鎖大量的武器、裝備和戰利品，以擊敗召喚者吉貝爾和在途中等候著的無數惡魔奴僕與頭目。

## 遊戲系統
水晶碎片系統：
通過打敗敵人，米莉亚姆便可以使用她身上水晶碎片的力量，這些碎片種類如下：
紅色（直接使用）
藍色（持續產生效果）
紫色（向指定方向發射）
黃色（被動）
綠色（使魔）
白色（常駐）
遊戲中的怪物幾乎都會掉水晶碎片，獲得碎片也就能使用怪物的能力。而遊戲中有超過120種的怪物，因此遊戲有多樣的碎片能力，讓遊戲能有非常多的變化性，玩家可以一次裝備幾個不同類型的碎片，同一碎片愈多，該能力也會有加強，不停為遊戲提供變化。
水晶碎片的用途也非常的多樣化，除了增加玩家能力，還煉成武器或道具、不然也能做出特殊的料理或補品，怪物掉出的東西幾乎都有用處。
鍊金術系統：
在煉金NPC那裡可以消耗素材練成裝備、道具、食材、水晶碎片。煉成的道具與料理，只要組合出一次，以後就能在商店購買。使用若干萬能溶劑可以拆解道具，拆解能獲得100%的生產素材。一些水晶碎片並非怪物掉落，而是通過煉金合成。合成時不會消耗原有的碎片。合成的碎片基本上相當於原碎片擴展版。在煉金時需要消耗素材強化碎片的“層級”，層級影響碎片的攻擊範圍、投射數量、額外效果等。碎片反復獲得會提高“級別”，增加威力或屬性。通過煉金強化碎片會提高“層級”，增加額外效果。
多樣化的武器裝備：
武器裝備，有多種武器可用，有好幾個大類，每大類武器特性各不相同每大類的基礎武器幾乎在初期就可入手，而地圖上有各種進階武器與煉成配方可入手，煉成武器、裝備、道具的材料，又都是從怪物身上掉或寶箱中獲得。
武器技能系統：
除了魔法，遊戲也提供玩家走技能路線。技能同樣要耗MP，但威力巨大。翻書架可以得到技能的提示，使用方法與格鬥遊戲相同，但指令相對簡單。不需要觸發，如果已經知道指令的玩家也能用。但技能一開始需要特定的武器才能用。用技能打到怪會漲熟練度，滿熟練度才算“完全習得”，變為該系武器通用。比起魔法，技能需要相當的操作才能駕馭。
收集系統：
遊戲內提供愛收集的玩家一套詳細的收集系統，遊戲也內建怪物圖鑑，怪的數值、相剋，主要出現什麼地方，多少機率掉什麼寶、有什麼碎片都寫得清清楚楚地圖探索程度、獲得的武器、碎片、道具也都有完成度可以查，可以清楚知道目標達成到哪，降低不確定性。在達成一定的收集目標或條件也會觸發得到某些道具等等。
其他：
除了單人故事模式的多重結局外，十數個DLC將在遊戲上線後作為免費更新增加到遊戲內，其中包含線上與本地合作模式、VS對抗模式、Roguelike模式、頭目速通、亂鬥模式與噩夢難度選項。神秘的可操控角色等待著玩家來發掘，也進一步新增了重複可玩性。
可操控角色
米莉安（預設）
斬月（2020年5月更新）
無血（2020年11月更新）
歐若拉（2022年4月更新）

## 開發

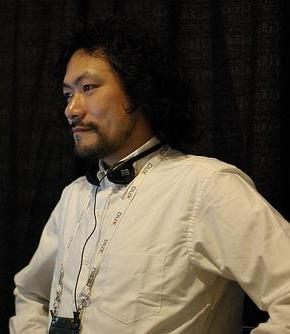
五十嵐孝司，遊戲的製作人

《血污：夜之仪式》是恶魔城系列的精神续作，其製作人五十嵐孝司正是恶魔城系列2001年至2010年的系列製作人。2014年3月，五十嵐選擇離開他效力超過20年的科樂美，他稱述道：「長久而來，我在科樂美工作時都得到他們的維護，他們也很照顧我，現在離開那裡的我真的有點擔心。」五十嵐還表示他收到許多粉絲的要求，希望他繼續製作惡魔城系列的遊戲，這給了他另一個理由去離開科樂美，並著手創辦自己的公司去開發那些粉絲要求的遊戲，包括與《惡魔城》風格類似的銀河惡魔城類遊戲。
在五十嵐離開科樂美之前，已有前人物設計師稻船敬二製作的以洛克人系列為靈感的遊戲《麥提9號》在Kickstarter募款成功的新聞，這消息傳到日本後，五十嵐覺得這是獲得新遊戲資金的另一條路線。而在其離職後，他開始在曾參與《麥提9號》集資工作的本·賈德（Ben Judd）的幫助下為新遊戲募款。他們接觸了二十多個發行商，但沒有一個願意幫忙。賈德表示發行商對五十嵐的名聱降低了遊戲所涉及的風險一事和預計的預算不大等問題持懷疑態度，他還說道日本發行商都希望其遊戲能滿足到美國和歐洲的市場，但恶魔城系列的遊戲在歐洲市場並沒有受到太大的好評，對於西方發行商來說，源於日本的遊戲實在是過於陌生。六個月後，五十嵐決定加入手機應用程式開發商ArtPlay以有一個穩定收入的工作，但他仍可自由地推行其新遊戲的想法。
五十嵐了解到《麥提9號》在Kickstarter的成功後，便開始著手尋找實現他的願景的方法。他們選擇以同樣的平台籌募50萬美元作資金，其中10%拿來作開發費。2015年5月11日，《血污：夜之仪式》的Kickstarter網站開設。在開設網站前，五十嵐以社交媒體宣傳其公告，並用短語「Igavania」和「Sword or Whip」打趣地形容公告的內容，而在公告當天，五十嵐則在直播網站Twitch上與多個遊戲玩家和開發人員一起玩其他銀河惡魔城類的遊戲。遊戲在四個小時內成功實現其基本的募款目標，並在第一天達到了100萬美元，而各個延伸目標亦在之後陸續達到，包括使大衛·海特成為格貝爾的配音員、於《惡魔城X 月下夜想曲》為艾卡多配音的羅伯特·貝爾格萊德於《血污：夜之仪式》擔任其中一個配音員，让数次担当恶魔城系列人物设定的插画家小岛文美为游戏实体版设计外包装等。其他附帶的目標有加入頭目戰和Roguelike的地下城模式等。除了Kickstarter外，五十嵐亦希望籌集如Facebook或Twitter上的支持者的捐款。最終《血污：夜之仪式》成功籌得超過550萬美元的募款，並藉此於2015年6月超過《異域鎮魂曲：紐蒙埃拉之潮》成為Kickstarter上籌款最多的電子遊戲標題，但大約兩個月後又被《莎木3》以630萬美元超過。
五十嵐的開發商伙伴為Inti Creates，他們以虛幻引擎4為引擎開發《血污：夜之仪式》，而Armature Studio則會幫忙開發PlayStation Vita和Wii U（之後計劃被取消）版本的遊戲。另外該公司亦計劃免費公開他們的Vita代碼庫予被允許與他們開發的工作室使用。遊戲的音樂會由曾經為多款《惡魔城》遊戲配樂的前科樂美作曲家山根实知琉和另外兩位於Inti Creates工作的音樂總監山田一法與杰克·考夫曼負責。2 Player Productions就為在加州北部的愛之堡取材的五十嵐攝製紀錄片，Fangamer則負責為《血污：夜之仪式》的Kickstarter籌募活動作廣告宣傳。另外，在之前的惡魔城系列擔任程序師、總監和設計師的飯田周太郎亦以設計師的身份投入遊戲的製作。開發團隊宣佈他們會遵循《鏟子騎士》的做法，以交錯的內容模型方式發行遊戲，這樣可以讓他們準時發佈遊戲的核心內容，並隨著時間推移向遊戲提供額外的內容和避免嚴重的發布延遲。
遊戲的名稱基於女主人公的魔法水晶詛咒，那些水晶以花窗玻璃的形式遍布她的全身，五十嵐認為「血咒」（Bloodstained）對該設計來說是一個很好的形容詞。雖然遊戲的主題以類似於《惡魔城》的哥德風格為基礎，但五十嵐並不想把德古拉的公有領域形象納入其中，原因是他不想讓他的新遊戲感覺像一個「仿傚《惡魔城》的幼稚作品」。除此之外，五十嵐也選擇跟循目前西方市場的電子遊戲趨勢，使米莉亚姆成為強勢的女主角以讓兩性別的玩家都沉醉在遊戲之內，這同時可以免除選擇角色性別的開發負擔。2016年6月14至16日，《血污：夜之仪式》的單層示範版本在E3 2016供參加者遊玩。一星期後，該示範版本亦發布予曾在Kickstarter上捐款的支持者。
2016年7月，五十嵐宣布該遊戲已經進入成批生產的階段。他原先預計《血污：夜之仪式》在2017年發行，但他在2016年9月宣佈會有第二個工作室幫助開發遊戲，並計劃2018年上半年發布遊戲。五十嵐表示延後發行主要是由於多了完成額外募資目標內容所需的工作和完善他在Kickstarter募資時還沒辦法考慮的一個要素，以及他對製作高質量遊戲的承諾。他也說道：「《血污：夜之仪式》要比我以前製作的传统“五十岚魔城”遊戲要來得更好」，他不想為了趕上原本發布日期而草草降低遊戲的質量。遊戲完成所需的工時問題以及Inti Create在使用不擅長的虛幻引擎完成五十嵐在遊戲中所要求的一些概念所遭遇的困難，無一不強迫了五十嵐必須得要招募其他工作室加入製作並推遲發佈日期。五十嵐之後透露幫助他的工作室的名字——DICO和Monobit，前者擅長於在地化以及全球性發展，後者負責遊戲引擎的技術援助。
2017年3月，五十嵐選擇將Wii U的移植計劃轉至任天堂Switch，並為受影響的支持者退款或給其選擇第二個平台。而在五十嵐開始於Kickstarter籌款時已經設定Wii U為其首要的任天堂移植平台，但當Switch面世後他發現開發團隊很難支持Wii U，所以做出從Wii U轉移至Switch的決定。在2018年8月时，五十岚宣布游戏将延期到2019年发售，并且此前宣布支持的PlayStation Vita平台也将取消开发。12月时，游戏团队确定将取消对Mac OS和Linux平台的开发计划。《血污：夜之仪式》將交由505 Games發行和銷售。
2020年10月，网易与Artplay宣布将把游戏移植到iOS和Android移动平台，计划于2020年12月4日发售。

## 評價
| 汇总媒体   | 得分                                           |
| ---------- | ---------------------------------------------- |
| Metacritic | PC：83/100 PS4：83/100 XONE：85/100 NS：74/100 |

| 媒体              | 得分                   |
| ----------------- | ---------------------- |
| Game Informer     | 8.5/10                 |
| GameSpot          | 8/10                   |
| IGN               | 8.8/10                 |
| PC Gamer美国      | 77/100                 |
| USGamer           | 4/5                    |
| Hobby Consolas    | 88/100                 |
| The Games Machine | PC：6.5/10 PS4：8.2/10 |

《血咒之城：夜之儀式》在Metacritic上獲得「大致正面評價」的等級，PC版基於25個媒體評論獲得了83/100分，PS4基於54個媒體評論獲得了83/100分，Xbox One基於10個媒體評論獲得了83/100分，而任天堂Switch版本基于15个媒体评价获得了74/100分。游戏的任天堂Switch版本因为画面和帧数的较差表现以及比其他版本更密集的游戏Bug被多家媒体给予相较其他平台版本更差的评价，而开发团队也确定将先着手改善Switch版本的游戏体验。此外，游戏的中文化内容由于采用了机器翻译展现出的不知所云并影响玩家进行游戏的内容也受到了媒体的批评和玩家的吐槽。